# きめの問題
きめの問題（きめのもんだい、英: grain problem）は、脳の物理状態が非常にきめ細かい構造を持っているのに、なぜ私達の意識体験はこれほどのっぺりしているのか、という問題。意識の均質性（いしきのきんしつせい、英: Homogeneity of Consciousness）の問題、とも言われる。哲学の一分科である心の哲学という分野で、意識のハードプロブレム（現象意識やクオリアと呼ばれるものの位置づけを探る問題）と関わる問題の一つとして議論される。

## 概要
きめの問題の起源は一般に1965年のウィルフリッド・セラーズの論文に帰せられる（Sellars 1965）。セラーズは、当時大きい影響力を持っていた心脳同一説の中心的なテーゼである「心的状態と脳の物理状態との間の同一性」に対する反論の一環として、この「きめの問題」を提出した。
私達の脳の物理的状態の微視的過程は非常に複雑な構造を持っている。たとえばドの音を聞いたときに脳内で起きる物理過程を考えて見ると、そこには何十億、何百億という数の神経細胞が関わっており、かつそれぞれの神経細胞は高度に複雑な内的構造を持つ。神経細胞の活動と関わる様々な神経伝達物質は、それらを構成する原子について更に複雑な内的構造を持つ。しかし一般に私達の意識体験において、こうした複雑な内的構造が認められることはない。